# 麥加省
麥加省（阿拉伯語：مِنْطَقَة مَكَّة，羅馬化：Minṭaqat Makka， 阿拉伯語發音：[ˈmin.tˤa.qat ˈmak.ka]）是沙特阿拉伯西部的一個省，西臨紅海。除了伊斯蘭教聖城麥加外，其他主要城市有吉達和塔伊夫。